# San Francisco Peaks
San Francisco Peaks eller San Francisco Mountains eller bare "The Peaks" som de kaldes lokalt, er en vulkansk bjergkæde i den centrale del af det nordlige Arizona, USA lige nord for byen Flagstaff. Det højeste punkt i bjergkæden er Humpreys Peak på 3.851 m, som samtidigt er det højeste punkt i staten Arizona.
Bjergkæden er resterne af en gruppe udslukte vulkaner, som tidligere var højere, men som er eroderet ned til den nuværende højde. Et vandførende lag i krateret forsyner Flagstaff med en stor del af det vand, byen forbruger. Selve bjergkæden ligger inden for grænserne af Coconino National Forest og området anvendes i vid udstrækning til rekreative formål.
| Bjerg | Spire Denne artikel om et bjerg eller en bjergkæde er en spire som bør udbygges. Du er velkommen til at hjælpe Wikipedia ved at udvide den. |

35°20′47″N 111°40′41″V / 35.3464°N 111.678°V